# Сині дубки
Си́ні Дубки́ — ботанічний заказник місцевого значення в Україні.
Розташований у Миронівському районі Київської області, в адміністративних межах Яхнівської сільської ради та Миронівської міської ради. 
Площа 30 га. Землекористувачем є Миронівська РДА. Заказник створено рішенням Київської обласної ради від 21 червня 2012 року № 365-19-VI.

## Опис
Об'єкт є урочищем з фрагментами лісової рослинності з насадженням дуба та степовими ділянками на схилах, вкритих степовою рослинністю. В урочищі був виявлений дуже рідкісний вид флори — сон білий. Ця ендемічна центральноєвропейська високогірна рослина зростає на території України лише в Карпатах.